# Mastigiidae
Famille
Les Mastigiidae forment une famille de cnidaires de type méduse, de l'ordre des Rhizostomeae.

## Liste des genres
Selon World Register of Marine Species (1 mars 2015) :
- genre Cotylorhizoides - genre vidé au profit de Phyllorhiza
- genre Mastigias Agassiz, 1862 — 7 espèces
- genre Mastigietta Stiasny, 1921 — 1 espèce
- genre Phyllorhiza Agassiz, 1862 — 3 espèces
- genre Versuriga — 1 espèce

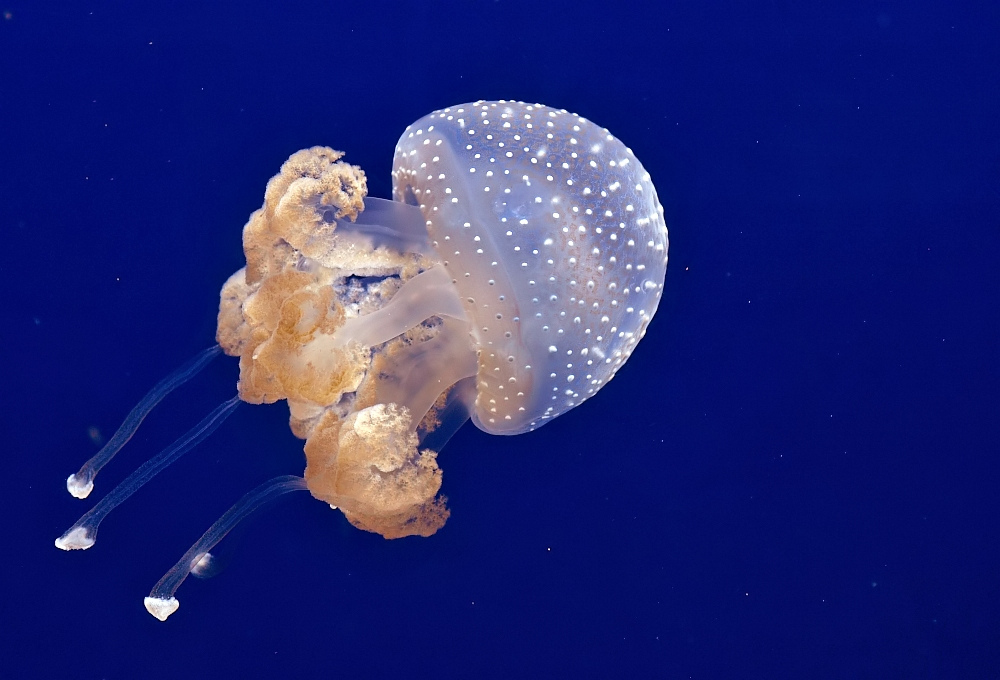
Phyllorhiza punctata
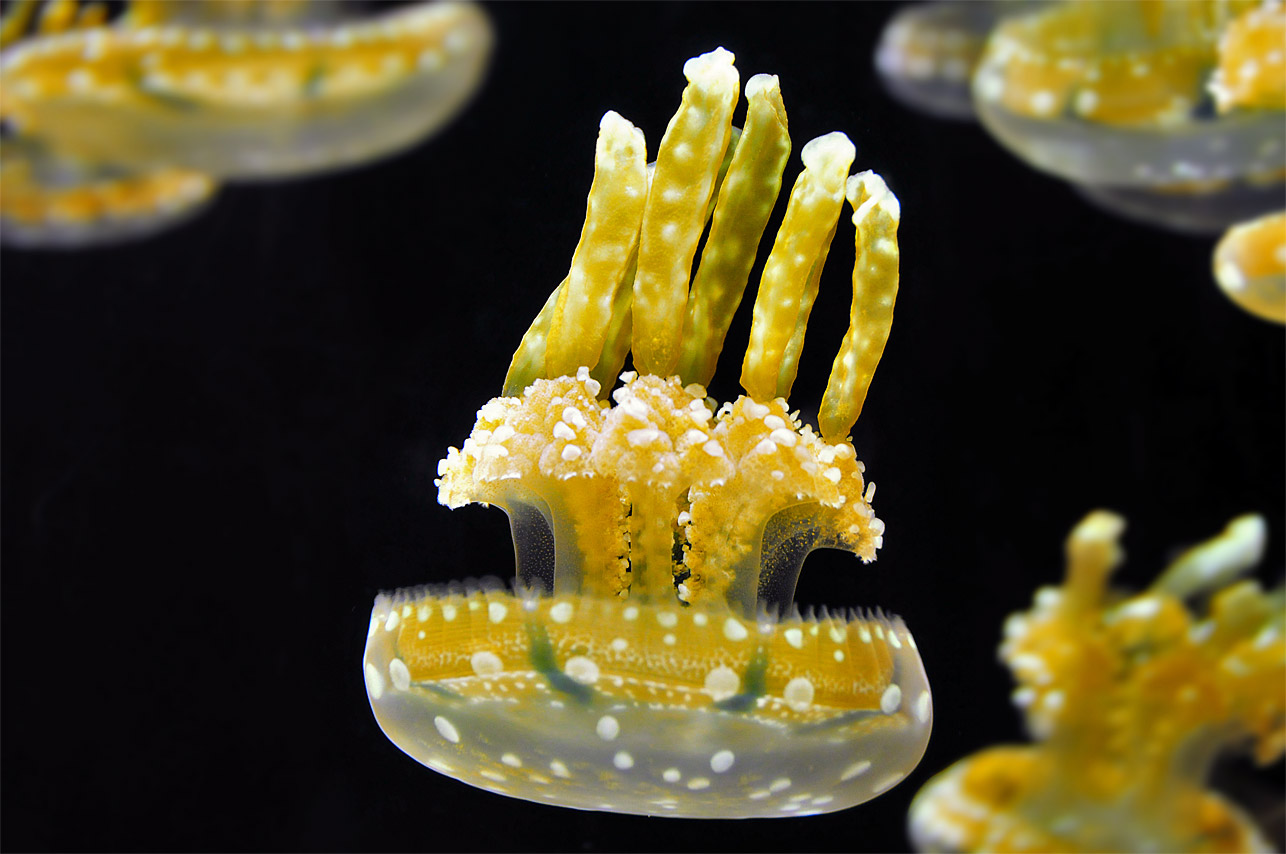
Mastigias papua